# Vostočnaja Chandyga
La Vostočnaja Chandyga, o Chandyga orientale, (in russo Восточная Хандыга?) è un fiume della Siberia orientale, affluente di destra dell'Aldan (bacino idrografico della Lena). Scorre nel Tomponskij ulus della Sacha (Jacuzia), in Russia.

## Descrizione
Il fiume ha origine dalle pendici occidentali dei monti Suntar-Chajata, scorre prevalentemente in direzione occidentale e taglia la cresta dei monti Sette Daban raggiungendo il Bassopiano della Jacuzia centrale dove incontra il villaggio di Tëplyj Ključ. La lunghezza della Vostočnaja Chandyga è di 290 km, l'area del suo bacino è di 9 950 km². Sfocia nel fiume Aldan a 467 km dalla sua foce nella Lena, a monte dela cittadina di Chandyga. Nel suo basso corso si trova parallelo al corso del fiume Tyry. 
La strada statale P504 Kolyma percorre quasi l'intera lunghezza del Vostočnaja Chandyga lungo la sua sponda nord.